# Disturbo da gioco d'azzardo
Il disturbo da gioco d'azzardo (DGA, definito anche gioco d'azzardo patologico, GAP, azzardopatia, o genericamente e impropriamente ludopatia) è un disturbo psicologico rientrante nella categoria diagnostica dei disturbi del controllo degli impulsi.
Nel DSM-5 (2013) il disturbo da gioco d'azzardo è stato inquadrato nella categoria delle cosiddette "dipendenze comportamentali".

## Descrizione
Analogamente ad una tossicodipendenza, il giocatore d'azzardo patologico mostra una crescente perdita di controllo nei confronti del gioco d'azzardo, aumentando la frequenza delle giocate, il tempo passato a giocare, la somma spesa nell'apparente tentativo di recuperare le perdite, investendo più delle proprie possibilità economiche.
Oltre agli aspetti compulsivi, il disturbo da gioco d'azzardo è caratterizzato da tipiche distorsioni cognitive, come l’illusione del controllo sugli esiti delle giocate e la distorta percezione delle cosiddette "quasi vincite", ovvero situazioni di gioco in cui si verifica una combinazione che si avvicina a quella scelta dallo scommettitore percepite come approssimazione di un successo e quindi come incentivo a proseguire con le scommesse. La forza di questa distorsione è nota da tempo, tanto che le lotterie istantanee e le videolotterie sono programmate ad arte per produrre una elevata frequenza di quasi vincite e incoraggiare così il giocatore a perseverare nel gioco.
Alcuni studi hanno evidenziato come il fenomeno si diffonda particolarmente durante i periodi di crisi economica, quando le persone sono maggiormente inclini ad affidarsi alla fortuna nella speranza di ottenere dei guadagni facili che possano porre fine alle loro difficoltà finanziarie.

### Sintomi
Il giocatore è diagnosticato affetto dal disturbo da gioco d'azzardo DSM-5 (2013) se presenta almeno quattro dei sintomi che seguono in un periodo di almeno 12 mesi e il comportamento da gioco d’azzardo non è meglio descritto da un episodio maniacale:
1. Necessità di giocare una quantità crescente di denaro con lo scopo di raggiungere l’eccitazione desiderata;
2. È irritabile o irrequieto quando tenta di ridurre o interrompere il gioco d’azzardo;
3. Ha effettuato ripetuti sforzi infruttuosi per controllare, ridurre o interrompere il gioco d’azzardo;
4. È spesso preoccupato per il gioco d’azzardo (per esempio, ha pensieri persistenti di rivivere esperienze passate del gioco d’azzardo, di problematiche o di pianificazioni future, pensando come ottenere danaro con cui giocare);
5. Spesso gioca quando si sente in difficoltà (per esempio, assenza di speranza, in colpa, ansioso, depresso);
6. Dopo aver perso soldi al gioco, spesso torna un altro giorno (perdite “inseguite”);
7. Racconta bugie per nascondere il coinvolgimento nel gioco d’azzardo;
8. Ha messo a repentaglio o ha perso una relazione significativa, il lavoro, lo studio o una opportunità di carriera a causa del gioco d’azzardo;
9. Si basa su altri per cercare denaro per alleviare le disperate situazioni finanziarie causate dal gioco d’azzardo.

### Gioco d'azzardo online
Il gioco online rappresenta la fusione del disturbo da gioco d'azzardo con la semplicità d’accesso fornita dalla rete.
In primo luogo, l'industria del gioco d'azzardo attraverso il Web consente in ogni momento l’accesso ad un’immensità di giochi, ai quali l’individuo viene invitato a partecipare tramite banner che illudono il giocatore di poter guadagnare ingenti cifre investendo una piccola quantità di denaro. Paradossalmente, alcuni studi hanno evidenziato come il fenomeno si diffonda in maniera esorbitante durante i periodi di crisi economica. Sembra, infatti che le persone siano maggiormente inclini ad affidarsi alla fortuna, nella speranza di ottenere dei guadagni facili che possano porre fine alle loro difficoltà finanziarie.
In secondo luogo, mentre il giocatore d’azzardo tradizionale era costretto a svolgere la propria attività in luoghi ad essa deputati, Internet permette al giocatore di accedere ai casinò direttamente dalla propria abitazione. La possibilità di giocare lontano dagli sguardi giudicanti delle altre persone riducono le possibilità che il giocatore prenda consapevolezza di avere un problema e si ponga dei limiti nel proprio agire. Inoltre, dal momento che risulta difficile verificare l’età del giocatore, questo fenomeno rischia di coinvolgere anche i minori, nonostante la normativa legislativa vigente limiti il gioco d’azzardo ai maggiorenni.
Anche qui, come in altre Internet-dipendenze, il soggetto rimane imprigionato in un circolo vizioso, al punto da trascurare, nei casi patologici, i rapporti umani, sociali e famigliari.

### In Italia
In Italia la cura del disturbo da gioco d'azzardo è piuttosto recente. In alcune regioni i servizi per le dipendenze patologiche delle ASL hanno istituito specifiche équipe (composte da medici, psicologi, assistenti sanitari, assistenti sociali, educatori, infermieri) che si occupano di diagnosi e cura del disturbo da gioco d'azzardo. Esistono inoltre associazioni che si occupano di auto mutuo aiuto. Il 13 gennaio 2017 sono stati aggiornati i livelli essenziali di assistenza includendo anche i trattamenti per la ludopatia.
Ogni operatore autorizzato è obbligato a presentare sia le reali percentuali di vincita (ancora prima che il giocatore si iscriva al sito) che un numero italiano dove contattare l'assistenza e chiedere spiegazioni: questo permette di scremare molti operatori che inventano statistiche di sana pianta (l'ADM effettua costanti controlli in anonimo al fine di trovare possibili infrazioni) o non hanno un servizio clienti adeguato.
Quando la puntata ha luogo con macchine da gioco funzionanti a norma di legge, ovvero fra enti che non violano le regole del gioco, non sussiste un reato di truffa e possiamo parlare di portali sicuri.
L'Agenzia delle Dogane pubblica l'elenco aggiornato dei concessionari al gioco e di quelli autorizzati al gioco a distanza, unitamente alla blacklist dei siti illegali inibiti.

## Epidemiologia
La ricerca epidemiologica condotta tra il 2016 e il 2019 nell'ambito dell'Accordo Scientifico tra l'ADM e l'Istituto Superiore di Sanità (ISS), ha rappresentato uno sforzo significativo per comprendere il fenomeno del gioco d'azzardo in Italia. Questo studio si è concentrato su diversi fattori che contribuiscono al comportamento problematico legato al gioco, considerando anche gli aspetti sociali che lo caratterizzano.
Tra le innovazioni di questa ricerca, va sottolineato il suo approccio attento ai minori tra i 14 ei 17 anni e agli anziani sopra i 65 anni. Attraverso due studi epidemiologici trasversali, uno sulla popolazione adulta e uno sulla popolazione scolastica minorenne, sono stati raccolti dati da un vasto campione di partecipanti.
Nel campione della popolazione adulta, che includeva 12.056 individui rappresentativi della popolazione italiana maggiorenne, è emerso che il 36,4% degli italiani ha giocato d'azzardo almeno una volta nei 12 mesi precedenti. Questo fenomeno coinvolge sia uomini (43,7%) che donne (29,8%), con una concentrazione maggiore nella fascia di età tra i 40 e i 64 anni. I giocatori iniziano principalmente tra i 18 ei 25 anni, con una minoranza che inizia oltre i 46 anni.
Tra la popolazione adulta, il 26,5% si dedica al gioco d'azzardo in modo "sociale", mentre il 4,1% è a basso rischio, il 2,8% a rischio moderato e il 3% sono giocatori problematici. Quest'ultima categoria è maggiormente rappresentata nella fascia di età tra i 50 e i 64 anni.
Nel campione della popolazione scolastica minorenne, che comprendeva 15.833 studenti, il 29,2% ha dichiarato di aver praticato il gioco d'azzardo nell'anno precedente. La prevalenza di giocatori è più alta tra i 17enni, con una partecipazione maggiore dei maschi rispetto alle femmine.
Gli istituti tecnici e professionali mostrano una maggiore incidenza di giocatori rispetto ad altri tipi di istituti. Tra i minori, il 22,7% sono considerati giocatori sociali, il 3,5% sono a rischio e il 3% sono problematici. La prevalenza dei giocatori problematici è più alta nel Sud Italia rispetto alla media nazionale.

## Comorbilità
La ricerca clinica ha confermato una significativa comorbilità del disturbo da gioco d'azzardo con una serie di altre condizioni psicologiche e fisiche. Queste includono la depressione, l'ipomania, il disturbo bipolare, l'impulsività, l'abuso di sostanze come alcol, tabacco e droghe illegali, nonché disturbi di personalità come antisociale, narcisistico, istrionico e borderline. Inoltre, sono stati riscontrati legami con il deficit dell'attenzione con iperattività, il disturbo da attacchi di panico con o senza agorafobia e altri disturbi fisici correlati allo stress, come ulcere peptiche e ipertensione arteriosa. Secondo il DSM-IV precedente, la prevalenza del disturbo da gioco d'azzardo nella popolazione adulta varia dall'1 al 3%, con una maggiore diffusione tra i familiari e i parenti di coloro che sono affetti da questa condizione.

## Il disturbo da gioco d'azzardo e i minori
Dati recenti dell’Agenzia delle Dogane e dei Monopoli (ADM) indicano che la maggior parte dei nuovi conti di gioco online in Italia nel 2022 sono stati aperti da giovani adulti di età compresa tra 18 e 24 anni. Il numero di nuovi conti in questa fascia di età è aumentato del 23% tra il 2021 e il 2022. Questo conferma una tendenza significativa ed innegabile nella popolarità del gioco d’azzardo online tra i giovani adulti italiani soprattutto maschi. Sebbene non si tratti di minorenni, questa tendenza suggerisce che la fascia demografica più giovane è quella che sceglie sempre di più il gioco d’azzardo online in Italia.
Tra le azioni di contrasto del fenomeno, è attivo il programma INDipendenza da gioco. Si tratta di un programma gratuito rivolto ai giovani dai 14 ai 18 anni e realizzato dalla Fondazione ANIA, in collaborazione con il Laboratorio di Psicologia Applicata dell’Università degli studi di Roma La Sapienza, diretto dalla professoressa Anna Maria Giannini, e la comunità di San Patrignano. Il programma, raccolto all'interno di un kit formativo, è rivolto ai docenti delle scuole secondarie che intendano affrontare con la loro classe il tema del disturbo da gioco d'azzardo. Il programma include la visione di un video, "La storia di Luca", realizzato dal Laboratorio Audiovisivo per lo Spettacolo e dal Laboratorio di Psicologia Applicata, entrambi dell’Università degli studi di Roma La Sapienza, per raccontare ai giovani studenti come il gioco d'azzardo può assumere conseguenze drammatiche quando si determina uno stato di dipendenza.

## Trattamento
Esistono diverse opzioni di trattamento per il disturbo da gioco d'azzardo: colloqui di supporto e sostegno psicologici, psicoterapia individuale o di gruppo, programmi residenziali, gruppi di auto-aiuto e, nei casi più gravi, il trattamento farmacologico.
In Italia sono presenti anche i SerD, servizi pubblici del Sistema Sanitario Nazionale dedicati alla prevenzione, alla cura e al recupero delle persone che hanno problemi vari di dipendenza, compreso il disturbo da gioco d'azzardo.

## Influenza culturale
Il tema del disturbo da gioco d'azzardo è trattato nei romanzi Il giocatore di Dostoevskij, La bottega dell'antiquario di Charles Dickens, nella novella Vierundzwanzig Stunden aus dem Leben einer Frau (1927) di Stefan Zweig e in molti altri romanzi, dove compaiono anche i casinò online. È presente anche in due dei romanzi di Antonio Manzini, Fate il vostro gioco e Rien ne va plus.
Tra i film, Il giocatore - Rounders (Rounders) del 1998 diretto da John Dahl.
Nel manga e anime Kakegurui la protagonista Yumeko Jabami soffre di questo disturbo. Anche Husk, il gatto demone della serie Hazbin Hotel, soffre di questo disturbo.